# Hardtail

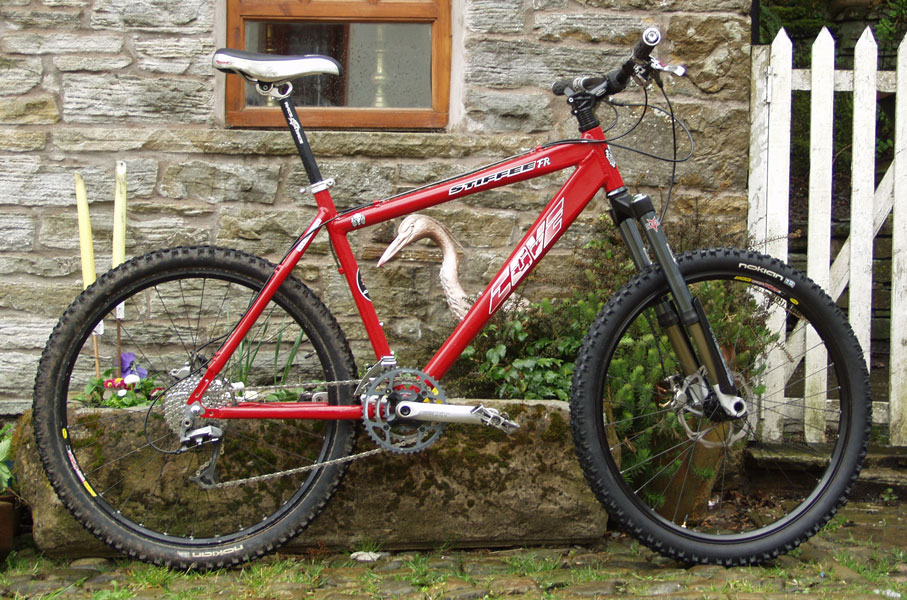
Hardtail-MTB

Als Hardtail (englisch für harter hinterer Teil) wird ein Fahrrad bezeichnet, das über keine hintere Federung verfügt, aber mit einem gefederten Vorderrad ausgestattet ist. Die Federung am Vorderrad wird über eine Federgabel erzielt, auch Teleskopgabel genannt. Vorteile gegenüber einem vollgefederten Fahrrad (Fully), also mit Vorder- und Hinterradfederung, sind ein geringerer Herstellungspreis, geringeres Gewicht sowie weniger bewegliche Teile, welche gewartet werden müssen. Darüber hinaus hat der Rahmen eines Hardtail-Fahrrads eine höhere Steifigkeit. Das ermöglicht eine bessere Kraftübertragung als bei Full-Suspension-Bikes.
Bei Einsatz eines Hardtails (HT) in technisch anspruchsvollem Gelände ist eine präzisere Fahrtechnik gegenüber einem vollgefederten Rad (fully) erforderlich, da beim HT Fahrfehler nicht durch eine Hinterradfederung kompensiert werden können.
Mountainbike-Einsteiger entscheiden sich in der Regel für ein Hardtail, denn der Preis liegt deutlich unter dem eines vollgefederten „Fully“-Rades. Außerdem ist es weniger wartungsbedürftig. Ein Hardtail ist leicht und meistert nahezu jede  Steigung. Der Rahmen besteht aus Aluminium oder Carbon. MTB-Anfänger greifen vorwiegend auf ein Alu-Hardtail zurück, da dieses günstiger ist. Passionierte Mountainbiker, die in jeder freien Minute auf dem Sattel sitzen, investieren hingegen öfter in ein Rad aus Carbon. Es gibt bereits Carbon-Mountainbikes, die unter zehn Kilogramm wiegen. Das Gesamtgewicht eines Hardtails mit Alu-Rahmen liegt zwischen 10 und 15 kg. Den größeren Korrosionsschutz bietet ein Aluminium-Rahmen. Die Räder sind im Normalfall langlebiger als Carbon-Räder. Im schweren Gelände ist ein Hardtail jedoch nie so stabil wie ein Mountainbike-Fully.
Hardtails werden vor allem in den Disziplinen Dirt Jump, Cross Country, Trial und Trekking verwendet.